# Габерсуп
Габерсу́п (от нем. Hafersuppe — «овсяный суп») — блюдо прусской кухни из овсяной муки с луком и растительным маслом, считавшееся полезным для здоровья, хотя и не очень вкусным.
В России габерсуп появился в царствование Павла I, изначально в армии и на флоте. В XIX веке габерсуп входил в рацион питания больниц и учебных заведений. Упоминается в «Ревизоре» Н. Гоголя, «Очерках бурсы» Н. Помяловского и других произведениях классической русской литературы. Описывавшие армейский и флотский быт А. С. Новиков-Прибой, А. С. Серафимович, С. А. Григорьев упоминают габерсуп в насмешливом тоне как бурду.